# ジェズアルド
ジェズアルド（伊: Gesualdo）は、イタリア共和国カンパニア州アヴェッリーノ県にある、人口約3,400人の基礎自治体（コムーネ）。

## 地理

### 位置・広がり

#### 隣接コムーネ
隣接するコムーネは以下の通り。
- フォンタナローザ
- フリジェント
- グロッタミナルダ
- パテルノーポリ
- ヴィッラマイナ